# Příbraz
Příbraz är en ort i Tjeckien.   Den ligger i regionen Södra Böhmen, i den centrala delen av landet, 120 km söder om huvudstaden Prag. Příbraz ligger 469 meter över havet och antalet invånare är 223.
Terrängen runt Příbraz är platt, och sluttar västerut.Runt Příbraz är det ganska glesbefolkat, med 28 invånare per kvadratkilometer. Närmaste större samhälle är Jindřichův Hradec, 11,3 km norr om Příbraz. Omgivningarna runt Příbraz är en mosaik av jordbruksmark och naturlig växtlighet.